# Site (transports en commun)
Pour les articles homonymes, voir Site.

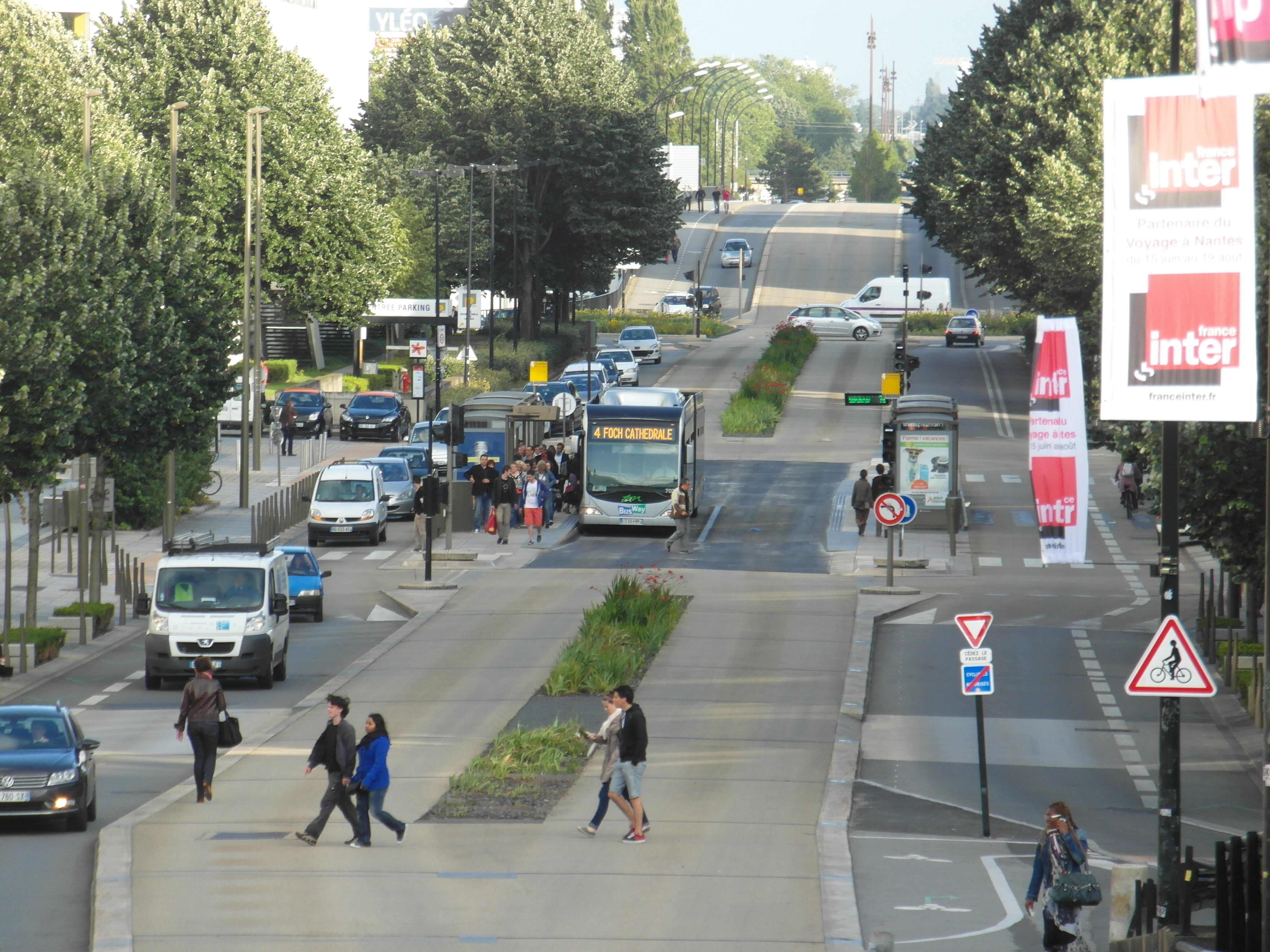
Exemple de site spécial réservé aux véhicules de la ligne 4 du Busway de Nantes.

Un site est le type d'emprise sur laquelle circulent les véhicules tels les autobus, chemin de fer secondaire, métro, métro léger, prémétro et tramway.

## Description

### Contexte
À l'inverse du grand chemin de fer, totalement indépendant de la chaussée car circulant sur des emprises indépendantes, les lignes d'autobus, de chemin de fer secondaire, de métro, métro léger, prémétro et tramway emploient une diversité plus grande d'emprises, dont certaines font partie de la chaussée.

### Types de site
| Nom Autres noms                                     | Description | Situation                    | Franchissable | Croisement avec la chaussée |
| --------------------------------------------------- | --- | ---------------------------- | ------------- | --------------------------- |
| site banal                                          | Voie en chaussée commune avec les autres usagers de la chaussée. | en chaussée                  | oui           | oui                         |
| voie réservée, couloir réservé, bande bus           | Bande de circulation à l'usage des services publics réguliers de transports collectifs matérialisé par un marquage au sol et une signalisation fixe. | en chaussée ou en accotement | oui           | oui                         |
| site spécial                                        | Site en chaussée ou en accotement de celle-ci dont la voie est séparée du reste de la chaussée par la nature du revêtement, des bordures, des haies, des rangées d’arbres ou tout autre obstacle physique fixe, franchissable ou non selon les cas par un véhicule routier. | en chaussée ou en accotement | oui/non       | oui                         |
| site indépendant, site séparé, site propre intégral | Site construit indépendamment de la chaussée avec ou sans croisement à niveau avec celle-ci (passage à niveau, tunnel, viaduc). Le terme site propre intégral est utilisé pour un site indépendant sans croisement à niveau.                                                | indépendant de la chaussée   | non           | oui/non                     |

## Définitions légales

### Allemagne
La législation allemande Verordnung über den Bau und Betrieb der Straßenbahnen (BOStrab) (« Loi sur la construction et l’exploitation des tramways ») §16 (4) définit 3 types de site en fonction de leur intégration avec la chaussée :
1. straßenbündige Bahnkörper (« site banal ») "pour une voie en chaussée commune avec les autres usagers de la chaussée."
2. besondere Bahnkörper (« site spécial ») "pour une voie en chaussée mais dont la voie est séparée du reste de la chaussée par des bordures, des haies, des rangées d’arbres ou tout autre obstacle physique fixe."
3. unabhängige Bahnkörper (« site indépendant ») "pour une voie qui à cause de sa conception ou de sa situation n’est pas conçue comme faisant partie de la chaussée."

### Belgique
Le code de la route belge et le code du gestionnaire définissent 3 types de site pour les véhicules routiers et ferrés définis selon leur caractère franchissable par un véhicule routier, :
1. bande bus, une bande de circulation à l'usage des services publics réguliers de transports collectifs, des bus scolaires et des taxis, celle-ci fait partie de la chaussée.
2. site spécial franchissable, pour la "partie de la voie publique réservée à la circulation des véhicules des services réguliers de transport en commun". À l'inverse de la bande bus qui est une bande de circulation réservé à un usage précis, le site spécial franchissable n'est pas considéré comme faisant partie de la chaussée du point de vue du code de la route, il s'agit là simplement d'une distinction juridique, l'emprise faisant bien partie physiquement de la chaussée.
3. site propre, pour un site destiné à l'usage seul des véhicules sur rails et ne faisant pas partie de la chaussée, infranchissable par d'autres véhicules si ce n'est aux passages à niveau.

Exemples (avec correspondance technique)
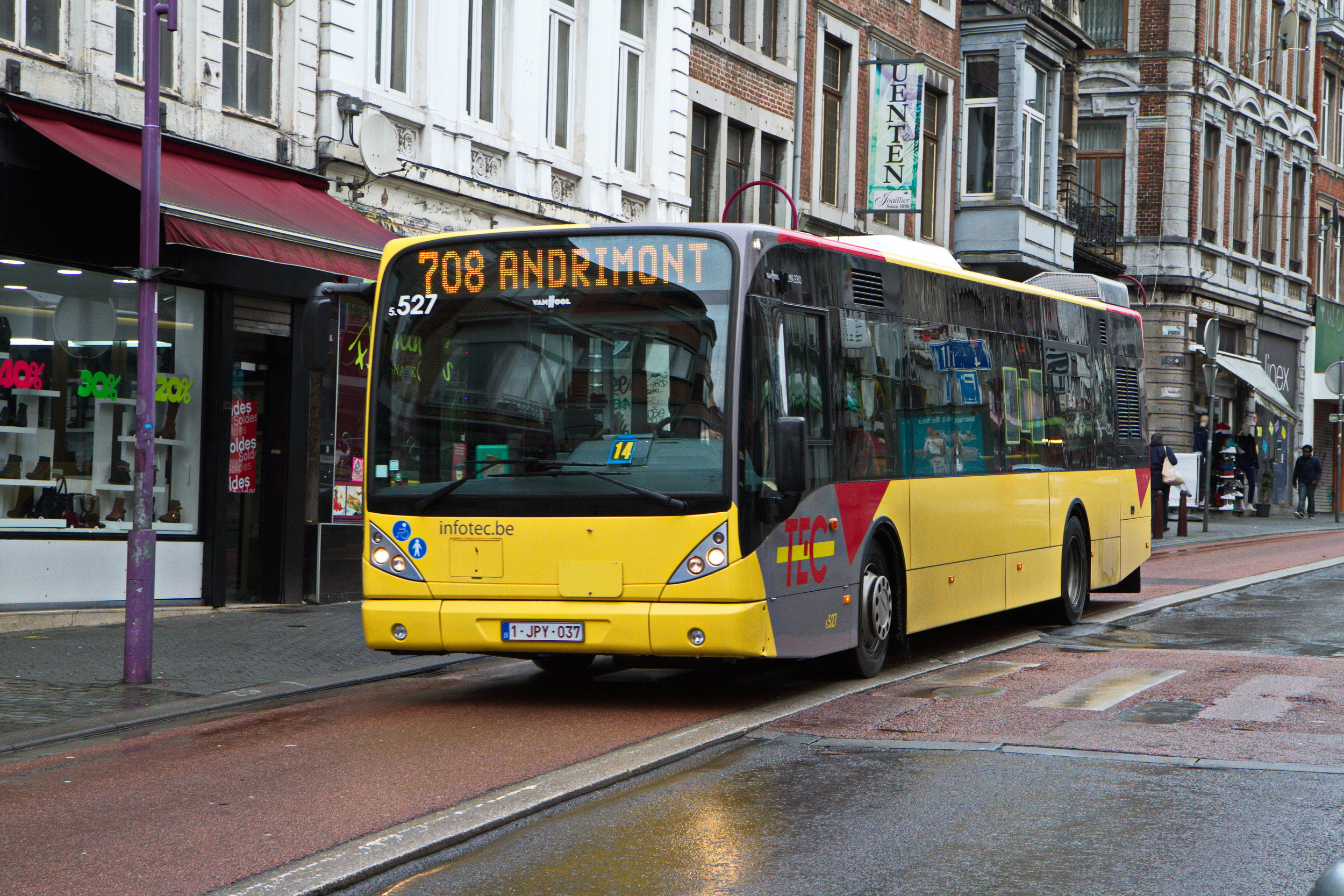
Autobus du TEC sur un site spécial franchissable (idem) à Verviers.
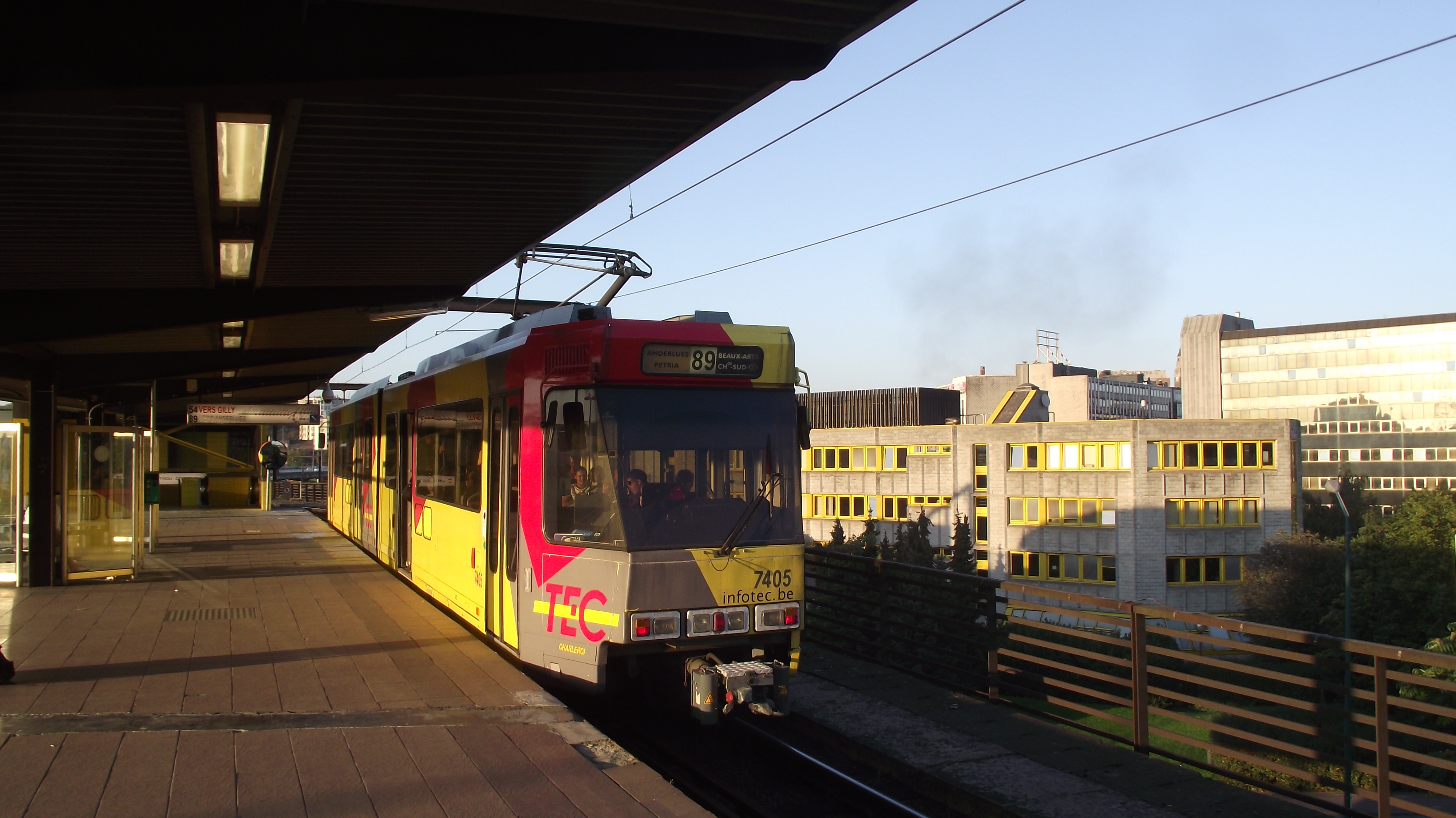
Tramway du TEC sur un site propre (site propre intégral) à la station Villette du métro léger de Charleroi.
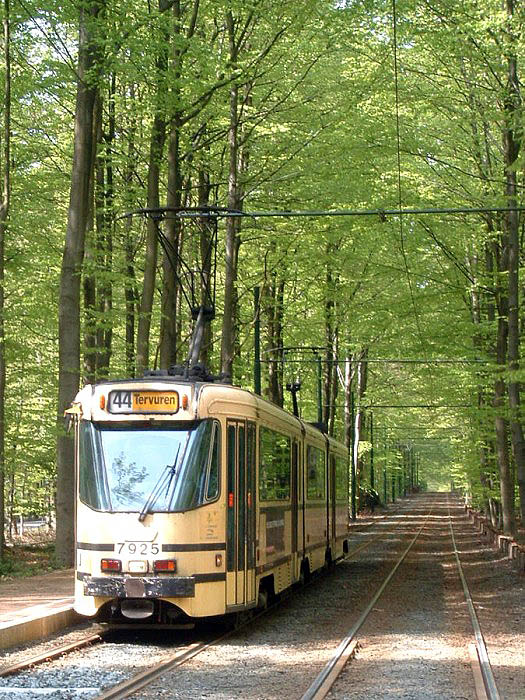
Tramway de la ligne 44 du tramway de Bruxelles traversant la forêt de Soignes en site propre (site indépendant).

### France
La loi française ne fait pas de distinction entre les différents types d'emprises à l'usage des services de transports en commun. L'arrêté du 21 septembre 1993 relatif à la terminologie des transports définit simplement la notion de site propre comme une "emprise affectée exclusivement à l'exploitation de lignes de transport.".